# Thomas Norwood
Thomas Norwood ist ein ehemaliger US-amerikanischer Basketballspieler, der in der Basketball-Bundesliga aktiv war.

## Laufbahn
Norwood studierte und spielte von 1975 bis 1977 an der Houston Baptist University (US-Bundesstaat Texas). In seiner Abschlusssaison 76/77 gelangen dem zwei Meter großen Flügelspieler zweistellige Mittelwerte in den Kategorien Punkte sowie Rebounds: Er kam auf 16,4 Zähler und sammelte 10,2 Abpraller pro Begegnung ein.
Norwood spielte als Profi in Deutschland beim BC Giants Osnabrück, mit dem er 1982 als Regionalligist das Halbfinale im DBB-Pokal erreichte und Meister der 1. Regionalliga Nord wurde. 1982 wechselte er aus Niedersachsen zum Zweitligisten USC Heidelberg, mit dem er im Frühjahr 1983 den Aufstieg in die erste Liga feierte. Norwood war in der Aufstiegssaison mit einem Punkteschnitt von 25,9 der beste Werfer der 2. Basketball-Bundesliga Süd. Im Spieljahr 1983/84 trug er das USC-Hemd in der höchsten deutschen Liga. Er spielte in dieser Saison beim USC an der Seite seines Landsmanns Vernon Freeman, mit dem er bereits an der Universität in einer Mannschaft gestanden hatte. Norwoods Punkteschnitt lag in der Bundesliga-Hauptrunde 83/84 bei 20,7 pro Begegnung und in der folgenden Qualifikationsrunde bei 25,6. Er gab auch seine Zusage für die Saison 1984/85, die er dann aber zurückzog und zum Bundesliga-Konkurrenten Leverkusen wechselte, der erstmals unter dem Namen TSV Bayer 04 auflief. Allerdings wurden sich Heidelberg und Leverkusen nicht über die Wechselbedingungen einig, Norwood wurde gesperrt und bestritt für die Rheinländer somit bis zum Saisonende keine Begegnung.
Später spielte er in Berlin beim DTV Charlottenburg, mit dem er 1985/86 am europäischen Vereinswettbewerb Korać-Cup teilnahm, sowie dann von 1988 bis 1993 für den SSV Ulm in der Bundesliga. Insgesamt brachte es Norwood während seiner Bundesliga-Laufbahn auf 2327 Punkte.
Er blieb nach seiner Spielerkarriere in der Region, wurde als Hausmeister tätig und blieb dem Basketballsport als Trainer der TSG Söflingen 1864 verbunden.